# 4774 Hobetsu
4774 Hobetsu eller 1991 CV1 är en asteroid i huvudbältet som upptäcktes den 14 februari 1991 av de båda japanska astronomerna Seiji Ueda och Hiroshi Kaneda i Kushiro. Den är uppkallad efter den japanska staden Hobetsu.
Asteroiden har en diameter på ungefär 5 kilometer.